# 循道衞理聯合教會李惠利中學
循道衛理聯合教會李惠利中學（英語：The Methodist Lee Wai Lee College）是香港一所由循道衞理聯合教會創辦的津貼中學，現時為以中文為教學語言的男女中學。此校由工業家李惠利撥款興建，毗鄰天主教母佑會蕭明中學，位於新界葵青區葵涌葵葉街2-4號。學校自2008年9月起把中一年級從五班減至四班以配合新高中學制推行。
中文校訓是「各盡所長」，而英語校訓則是Each for His Best。該校於1977年9月借用同系衛理公會羅愛徒會督小學的課室開始辦學，直至三個月後才遷入剛完工的永久校舍至今。

## 校政管理

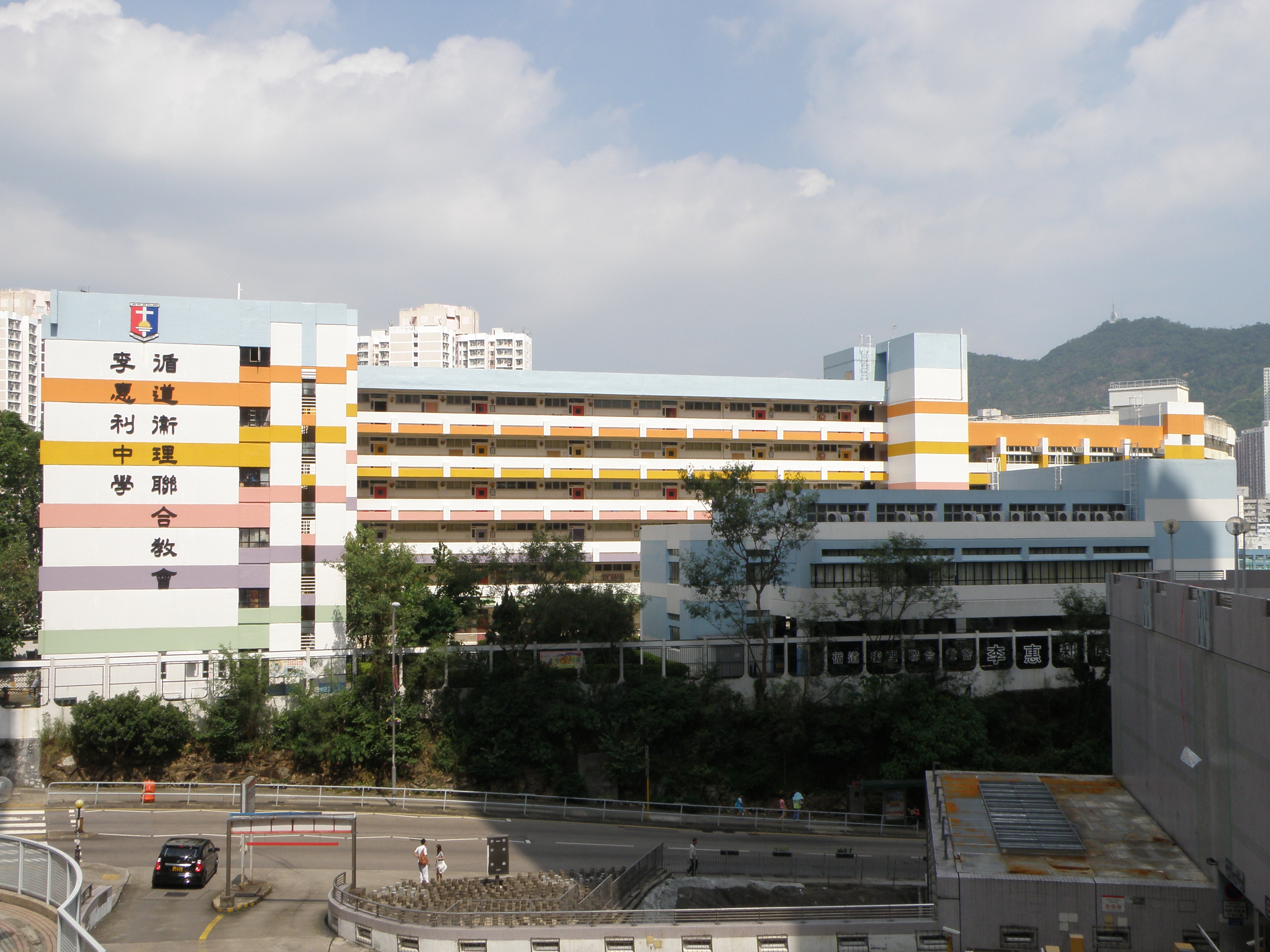
循道衞理聯合教會李惠利中學校舍外觀

歷任校監
- 1977年至1987年：沈冠堯 牧師[7]
- 1987年至1993年：李炳光 牧師
- 1993年至2001年：梁林開 牧師
- 2001年至2003年：李鼎新 牧師
- 盧龍光 牧師[8]
- 林崇智 牧師[9][10]
- 張國明 先生[11]
- 吳達明 先生[12]
- 馬寶兒 女士

歷任校長
- 1977年至1985年：黃應銘 先生[7][10]
- 1985年至2002年：陳少基 先生[10][13]
- 2002年至2024年：張欽龍 先生[10][14]
- 2024年至今：束濟良 先生

歷任副校長
- 郭家鈺 先生[9][15]
- 曹錦威 先生[11][15]
- 吳翠華 女士[15][16]
- 衛振豪 先生[16]
- 束濟良 先生
- 楊庭暉 先生

## 歷史發展
循道衞理聯合教會李惠利中學名譽校董李惠利及校董會主席梁林開以及牧師梁冠堯於1973年主持校舍動土禮。因校舍興建工程未及於開學前竣工，校方在1977年9月借用葵盛東邨衛理公會羅愛徒會督小學上課，只有10班中一年級和5班中二年級學生，同年12月正式於現址開學。1978年，該校成立基督教學生團契。其後於1980年10月，校內基督女少年軍第9分隊組成。1982年1月由時任民政司黎敦義主持獻校儀式，而李惠利則任奠基石揭幕禮嘉賓。基於辦學情況理想，教育司署於1982年至1983年邀請該校由按額資助轉為政府津貼中學，學校從1983年起開辦中七預科，使得至1984年為止，全校計有30班學生。
隨著校務擴展，循道衛理聯合教會李惠利中學於1995年9月引入校本管理系統，又為促進英語教育而於1999年9月聘用外籍教師，2001年2月成立家長教師會，2005年在得到撥款下設立校園電視台及後於2013年9月，該校改聘保安公司當值。2015年按教育局指引成立法團校董會，強化校本管理模式。
此外，循道衛理聯合教會李惠利中學於1994年至1995學年起出版校報。

## 著名/傑出校友
循道衛理聯合教會李惠利中學自2005年開始成立校友會。
體育界
- 黃耀富（1995年中五）：香港五人足球代表隊成員、足球評述員及體育節目主持[25]
- 李嘉耀（1996年中五）：南華體育會籃球隊總教練、前香港籃球代表隊成員[25]
- 劉錦聰（1998年）：香港三項鐵人總會香港代表發展隊教練[25]
- 林秀君（2000年中五）：香港田徑代表隊（鏈球及鉛球）成員[25]
- 葉智達（2000年中五）：前香港籃球運動員[26]
- 藍浩言（2012年中六）：前香港排球代表隊成員[26]
- 劉學銘（2013年中六）：香港足球員[27][28]

演藝、文化界
- 林日曦（中五）：香港填詞人、作家、《黑紙》、《100毛》、毛記電視 及白卷出版社 創辦人
- 李昊嘉（2005年中五）：香港女歌手及歌唱導師[29][30]
- 黃浩邦（2008年中五）：香港節奏口技男歌手及節目主持

其他界別
- 梁柏偉（1984年中三）：教育局總課程發展主任[31][32]
- 溫紅紅（1986年中五）：香港普通科醫生[33]
- 龍汝添（1986年中六）：香港普通科醫生[34]
- 林青峻（1990年中七）：香港執業律師、香港選舉委員會法律界委員（2021年至2026年）[35]

## 外部連結
- 循道衛理聯合教會李惠利中學 （页面存档备份，存于）
- 循道衛理聯合教會李惠利中學校友會 （页面存档备份，存于）